# 片利共生
片利共生（へんりきょうせい、Commensalism）は、共生の一形態で、一方が共生によって利益を得るが、もう一方にとっては共生によって利害が発生しない関係である。そのほかの共生の形態としては、相利共生、片害共生、寄生がある。
片利共生（Commensalism）という語は、「Commensal」（「食事仲間、食物の共有」の意）という英単語に由来する。またその「Commensal」という語は、ラテン語の com mensa（「テーブルを共有する」の意）に由来する。

## 概要
片利共生の例として、林床で獲物を襲うグンタイアリの後をつけるアリドリやオニキバシリの例が挙げられる。グンタイアリのコロニーが林床上を移動すると、さまざまな昆虫がそこから飛んで逃げる。グンタイアリの後をつけていた鳥は、林床から飛んで逃げ出した昆虫を捕える。この例では、鳥はグンタイアリによって利益を得る一方、グンタイアリにとっては何の利益も害もない。このような関係を片利共生という。
また、ヒトの皮膚上に生息しているニキビダニとヒトの関係も、ニキビダニが一方的に利益を得る一方、ヒトには利益も害もない片利共生である。

## 片利共生の種類

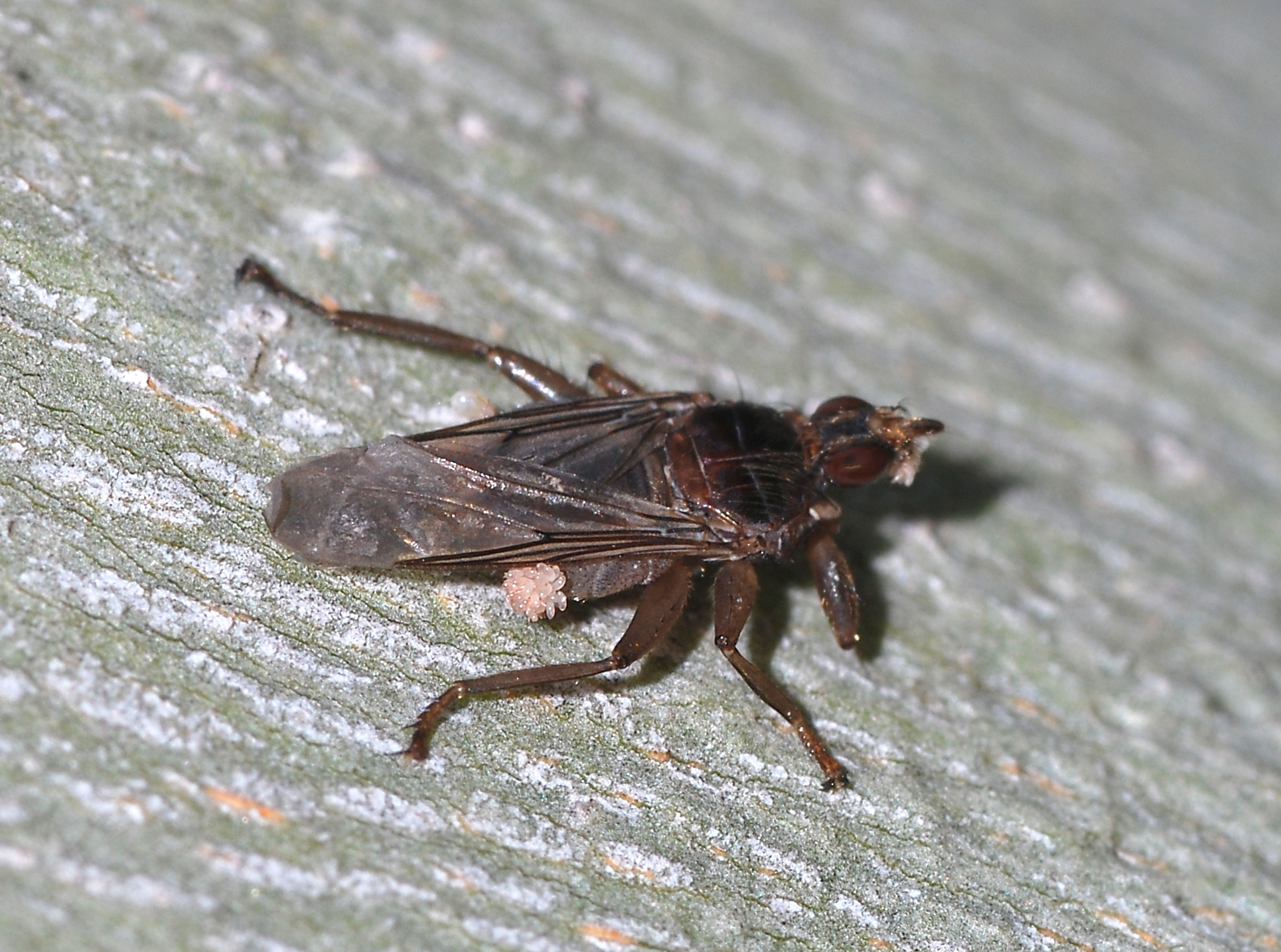
ハエにつくダニ

片利共生に含まれるものの中には、長期間依存関係が続くものから、短期間の共生関係で終了するものまでさまざまな種類がある。
便乗（Phoresy）
単に移動するためだけに、ある種が別の種にくっつく関係。この例としては、昆虫（甲虫、ハエ、ハチなど）にくっつくダニや、哺乳類や甲虫にくっつくカニムシ、鳥にくっつくヤスデなどがある。この便乗は、必ず行われる場合と環境条件次第で行われる場合とがある。
着生（Inquilinism）
別の生物を住処として生活するタイプの片利共生。木に着生するランの仲間や、木のほらに住み着く鳥などが例として挙げられる。
変態共生（Metabiosis）
より間接的な片利共生の種類で、ある種の死骸などを別の生物が利用する関係。例として、巻き貝の殻を利用するヤドカリなどが挙げられる。
また、ヒトとヒトの腸内細菌は片利共生であるとする考え方もあるが、広く認められるには至っていない。そもそも、利益を得ていない方の生物にとって、片利共生は害のない関係である、という考え方を疑問視する学者もおり、単に相利共生か寄生関係にあるのを見逃しているにすぎない、という意見もある。
たとえば、着生植物が木に張り付いて生活することで、ホストの木が着生植物の葉に覆われて光合成率が下がる、ということもありえる。もしそうだとすると、着生植物はホスト植物にとって「栄養を奪い取る盗賊」であるともいえる。この場合この関係は、寄生ということができる。
同様に、ハエにくっついて移動するダニは、ハエの飛行の邪魔になっているとも考えられる。ダニによってハエが飛行するのに余分なエネルギーがかかるとすると、これも寄生といえる。

## 関連用語
- 共生
- 相利共生
- 寄生
- 片害共生